# Auskunft – Zeitschrift für Bibliothek, Archiv und Information in Norddeutschland
Auskunft – Zeitschrift für Bibliothek, Archiv und Information in Norddeutschland ist eine bibliothekarisch-archivische Fachzeitschrift, die 1981 gegründet wurde. Sie erscheint halbjährlich im Verlag Traugott Bautz (Nordhausen) und wird im Auftrag des Landesverbandes Hamburg im Deutschen Bibliotheksverband herausgegeben von Marlene Grau, Rainer Hering, Hermann Kühn, Mirko Nottscheid und Rüdiger Schütt (Chefredakteur).
Die „Auskunft“ informiert laufend über die Aktivitäten von Bibliotheken und Archiven, deren Neuerungen und Veränderungen im norddeutschen Raum. Veröffentlicht werden einschlägige Beiträge zum Buch- und Bibliothekswesen, zu geschichts- und kulturwissenschaftlichen Themen, Vorträge und Aufsätze zur Literatur-, Kultur- und Wissenschaftsgeschichte, Buchbesprechungen und Hinweise auf Neuerscheinungen.
Die Inhaltsverzeichnisse der „Auskunft“ werden seit 2011 regelmäßig im Onlinemagazin „H-Soz-Kult“ veröffentlicht.

## Chefredakteure
Georg Ruppelt (SUB Hamburg) 1981–1987, Elke Wawers (SUB Hamburg) 1987–1988, Harald Weigel (SUB Hamburg) 1988–1995, Michael Mahn (SUB Hamburg) 1996–2003, Rüdiger Schütt (UB Kiel) seit 2004.